# Johan Kahl (psalmförfattare)

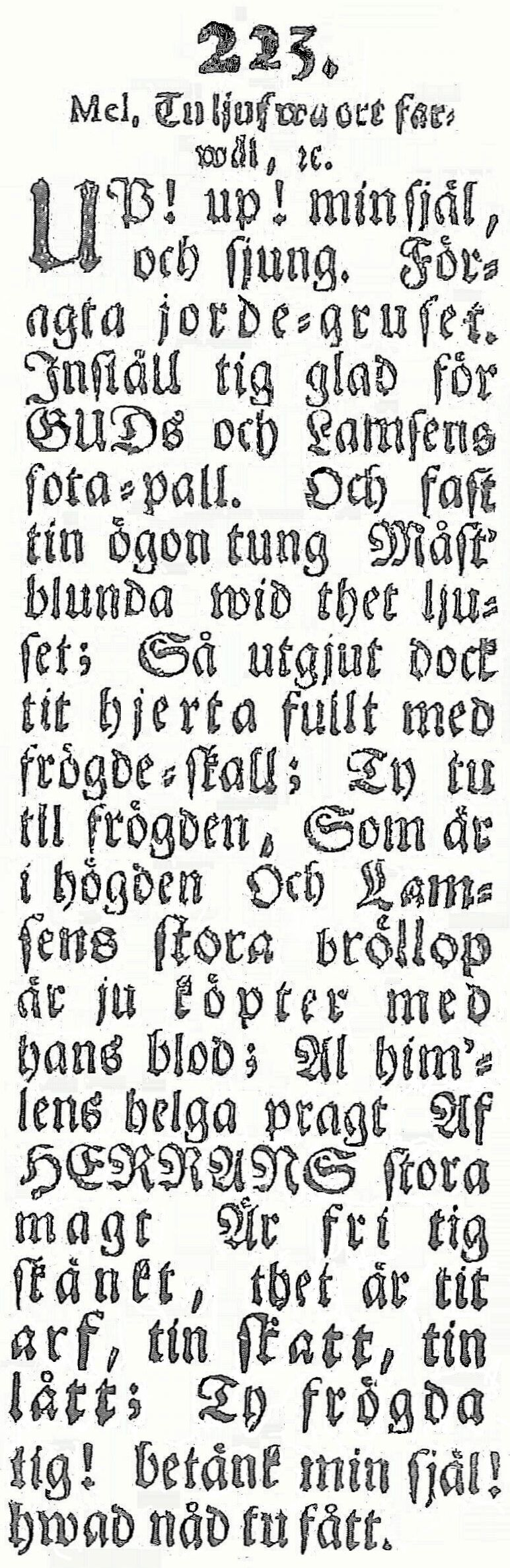
Johan Kahls psalm "Up,up min själ" i Sions Sånger 1745

Johan Kahl, född 26 juni 1721 och död 9 september 1746. Son till en rådman i Visby. Han arbetade som skrivare i revisionsverket i Stockholm. Diktade ett 50-tal psalmer innan han drunknade under en seglats, endast 25 år gammal. Han var representerad i Sions Sånger 1745, samt 1819 års psalmbok och 1937 års psalmbok. 
I Finlands evangelisk-lutherska kyrkas finska psalmbok finns sex psalmer av Johan Kalh. En av hans psalmer finns i den finlandssvenska psalmboken, nr. 585 "Upp, du min själ och sjung". Psalmens text är en svensk översättning av Kahls psalms finska text från 1790, bearb. 1901. Översättningen till svenska är av Mikael Nyberg från 1903 och 1908. Psalmen finns med i Svenska kyrkas finska psalmbok både på finska och på svenska, nr 749.  Den finns även i engelsk översättning, som är gjord efter den finska texten. (”Arise, my soul, stretch forth to things eternal”) I Siionin virret, som är psalmbok för den finska inomkyrkliga väckelserörelsen "De väckta" (heränneet) finns 18 av hans sånger.

## Psalmer
- Död, o död, du ljufwa lisa. I Sions Sånger 1745 och 1810. Med färre verser som Älskar barnet modersfamnen i (1819 nr 474, 1937 nr 558).  Finns på Wikisource.
- Fröjd i höjden så att fröjden om Kristus uppståndelse i Sions Sånger 1745 och 1810.
- Nu lovar min själ dig, Jesu, dig min vän, morgonsång i Sions Sånger 1745 och bearbetad 1810.